# Lyon-hipotézis
A Lyon-hipotézis szerint azokban a sejtekben, melyeknek több X-kromoszómája is van, egyet kivéve mind inaktiválódik. Ez az inaktiválódás pedig kromatinrögök, ún. Barr-testek kialakulásához vezet. A Barr-test képződést lionizációnak nevezzük.
A lionizáció megfigyelhető bizonyos specifikus esetekben. Ilyen a calico macska szőrzetszíne is. A nőstény calico macskákban, ha csak az egyik kromoszóma hordozza a világos szőrzetszínért felelős géneket, akkor foltos megjelenés alakul ki, hiszen mindez attól függ, milyen nagyságú szövetdarabjában inaktiválódik a fekete szőrzetszínért felelős gént tartalmazó X-kromoszóma. A homozigóta egyedek egyszínűek. A hím macskák, akiknek csak egy X-kromoszómájuk van, azaz hemizigóták, mindig egyszínűek.
Napjaink kutatásai szerint a nők több gént is kifejeztetnek inaktivált X-kromoszómájukból, illetve más-más nők más-más géneket aktiválnak erről a kromoszómáról. Carrel és Willard (2005) kutatásaiból kiderült, hogy az inaktivált X-kromoszómán lévő gének 15%-a aktív minden nőben, és egy további 10% pedig bekapcsolt állapotban van néhány egyedben. Ezen gének többsége domináns hatású az aktív X-kromoszómán lévő defektusos allélekkel szemben. Ezzel a hatással olyan nemi kromoszómákon öröklődődő betegségeket fedhetnek el, mint a hemofília, a színtévesztés.
A hipotézis Mary F. Lyon nevéhez fűződik (1961), aki a radioaktív sugárzás genetikai hatásait vizsgálta, miközben felállította elméletét.

## Lásd még
- Humán nemi meghatározottság
- Gonoszóma
- Epigenetika

## Külső hivatkozások
- Epigenome NoE